# Forschungsstelle Ludwigsburg
Die Forschungsstelle Ludwigsburg der Universität Stuttgart widmet sich seit ihrer Gründung am 1. April 2001 der Erforschung der NS-Verbrechensgeschichte, ihrer unmittelbaren Vorgeschichte und der vielfältigen internationalen Ahndungsversuche. Sie ist dem Lehrstuhl für Neuere Geschichte an der Universität Stuttgart zugeordnet. Direktor der Forschungsstelle ist Wolfram Pyta, ihr wissenschaftlicher Leiter war bis zu seinem Eintritt in den Ruhestand 2013 Klaus-Michael Mallmann, seither dessen Nachfolger Martin Cüppers.
Zu den Forschungsschwerpunkten zählen unter anderem die Verbrechen der SS-Einsatzgruppen und der Gestapo in den von Deutschland besetzten Gebieten, vor allem in Osteuropa sowie die Verbrechen in den Vernichtungslagern für Juden. Weitere Studien der Forschungsstelle untersuchen die NS-Besatzungspolitik in verschiedenen Ländern und Regionen Europas oder analysieren die Beziehungen des Nationalsozialismus zur arabischen Welt.
Seit Bestehen hat die Forschungsstelle eine bei der Wissenschaftlichen Buchgesellschaft Darmstadt erschienene umfangreiche Reihe von Monographien und Sammelbänden zur NS-Forschung publiziert.
Im Rahmen ihrer wissenschaftlichen Tätigkeit kooperiert die Forschungsstelle Ludwigsburg mit dem Bundesarchiv, Außenstelle Ludwigsburg und der Zentralen Stelle  der Landesjustizverwaltungen zur Aufklärung nationalsozialistischer Verbrechen.